# Hamerbark
Hamerbark est une localité polonaise de la gmina rurale de Stara Kiszewa située dans le powiat de Kościerzyna en voïvodie de Poméranie. Elle se trouve à environ 19 km au sud-est de Kościerzyna et 52 km au sud-ouest de la capitale régionale Gdańsk.

## Géographie

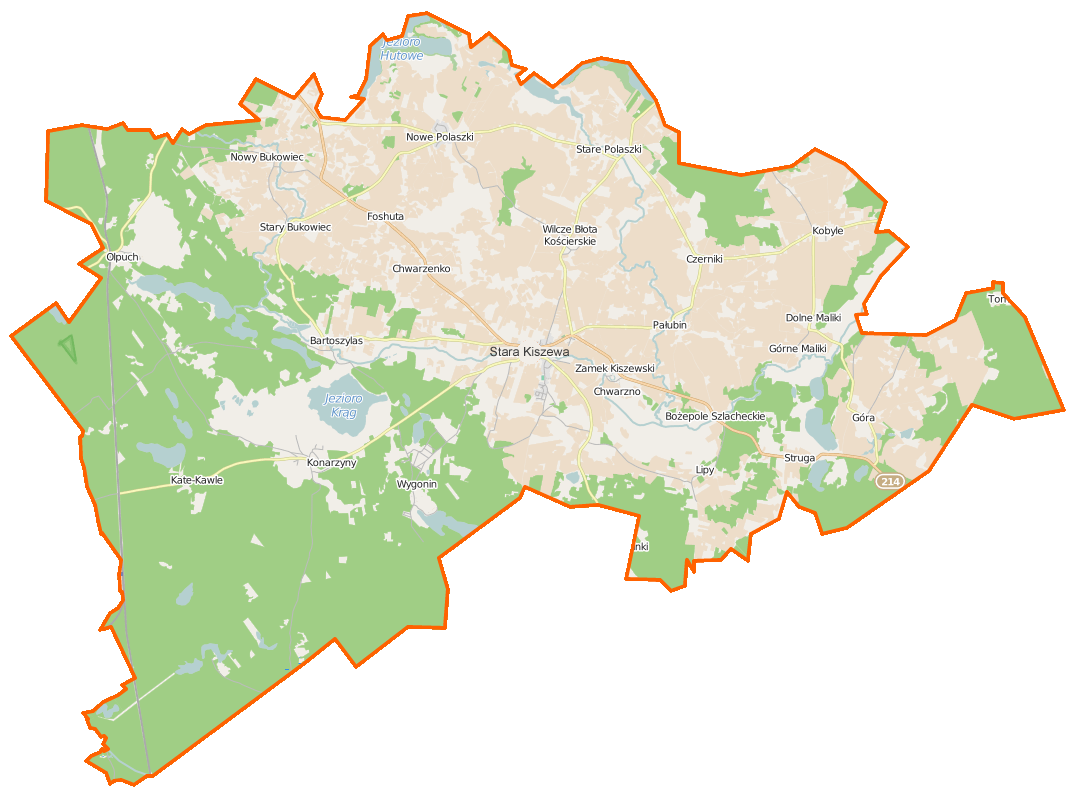
Carte de la gmina de Stara Kiszewa.